# Juan Antonio Navarro Navarro
Juan Antonio Navarro Navarro (Novelda, Alicante, 28 de noviembre de 1932 — ib., 3 de marzo de 2014) fue un futbolista español que jugaba en la demarcación de defensa.

## Biografía
Hizo su debut en 1953 con el Hércules de Alicante C. F. a los veintiún años de edad. El año después a su debut, junto al equipo, subió de categoría a la Primera División de España. Pero tras unos años de descensos, hizo que el club llegase a militar en la Tercera División de España. En 1960 logró subir de categoría. Finalmente en 1963, a los treinta y un años de edad, se retiró como futbolista.
Falleció el 3 de marzo de 2014 en la localidad de Novelda, Alicante a los ochenta y un años de edad.

## Clubes
| Club                       | País   | Año       |
| -------------------------- | ------ | --------- |
| Hércules de Alicante C. F. | España | 1953-1963 |

## Palmarés

### Campeonatos nacionales
| Título                     | Club                       | País   | Año  |
| -------------------------- | -------------------------- | ------ | ---- |
| Tercera División de España | Hércules de Alicante C. F. | España | 1960 |